# Взятие Аббас-Абада
Взятие Аббас-Абада  — осада и взятие русскими войсками персидской крепости Аббас-Абад, в Нахичеванском ханстве, в ходе русско-персидской войны 1826—1828 годов. Осада длилась с 1 (13) по 7 (19) июля 1827 года, в ходе неё русские войска 5 (17) июля разбили в Джеван-Булакском сражении идущие на подкрепление персидские войска наследного принца Аббас-Мирзы. Вскоре после этого крепость капитулировала.

## История
В марте 1827 года генерал от инфантерии Паскевич вступил в командование Отдельным Кавказским корпусом и в управление Кавказским краем.
В апреле 1827 года, осадив Эривань, Паскевич двинулся вниз по Араксу, чтобы взять Нахичевань и крепость Аббас-Абад, овладеть Нахичеванским ханством и тем самым лишить Эриванский гарнизон возможности получить с этой стороны какую-либо помощь. Для похода в Нахичевань были назначены 14 батальонов, 14 эскадронов, 6 казачьих полуполков и 42 орудия.
21 июня главные силы отряда выступили в поход и через несколько дней без боя захватили Нахичевань. Чтобы при наступлении к Тавризу не оставлять на своих коммуникациях неприятельскую крепость, Паскевич должен был взять Аббас-Абад. Дополнительным фактором была возможность выманить на сражение в поле Аббас-Мирзу, стоявшего со своей армией в укреплённом лагере за Араксом в 56 верстах к югу от крепости, если тот поспешит на помощь осаждённой крепости.
После произведённой рекогносцировки 1 (13) июля была начата осада Аббас-Абада, отрыты осадные траншеи и возведено несколько батарей. 3 (15) июля артиллерия проделала бреши в каменной ограде крепости. 4 (16) июля осадные работы приблизились к крепости на 165 шагов, но Паскевич получил известие, что Аббас-Мирза движется с 40-тысячной[уточнить] армией на помощь осаждённым, и осадные работы были прекращены. Оставив 3,5 батальона и 28 орудий для прикрытия осадных работ и для охраны складов в Нахичевани, Паскевич решил со всеми остальными войсками (вся кавалерия, 8 батальонов пехоты и несколько полевых орудий) идти вперёд и самому атаковать неприятеля.

## Джеван-Булакское сражение5(17)июля1827 года

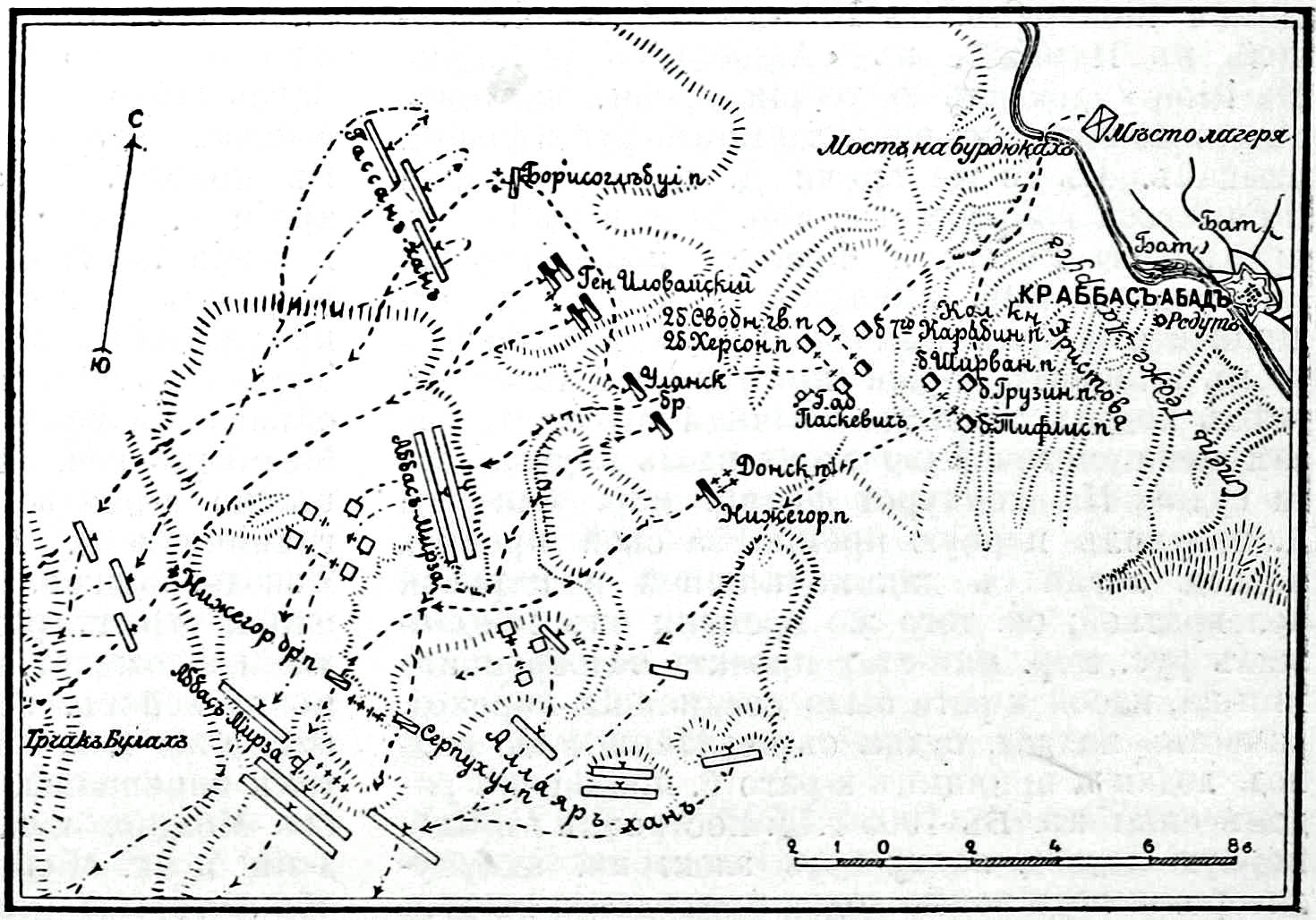
План сражения при Джеван-Булаке

5 июля около 6 часов утра произошла стычка передовых кавалерийских частей с противником. На подкрепление их были высланы казаки под начальством Иловайского и вслед за тем вся кавалерия корпуса с конной артиллерией под начальством Бенкендорфа.
За кавалерией Паскевич поспешил переправить пехоту и направил её на центр неприятельской позиции. Персы были сбиты и, отойдя версты на четыре, заняли новую укреплённую позицию, пытаясь остановить наступление русских. Но кавалерия, под командованием полковника Раевского и князя Андронникова, не дала Аббасу-Мирзе времени, чтобы устроиться на новой позиции. Пехота по следам драгун тотчас заняла центральный холм, главенствующий над всей территорией боевого поля, и поставила здесь свою батарею. Неприятель обратился в полное бегство. Преследование пехотными частями продолжалось до ручья Джеван-Булак, давшего название сражению.
6 (18) июля коменданту крепости было послано предложение сдаться, но он попросил 3 дня отсрочки. Паскевич, требуя безусловной сдачи, приказал продолжить обстрел и готовиться к штурму. Поражение персов под Джеван-Булаком лишило гарнизон Аббас-Абада последней надежды на освобождение, и 7 (19) июля утром крепость сдалась.
Важную роль в падении крепости сыграл Эхсан Хан Нахичеванский, который по договорённости с русским командованием сдал её русским войскам и перешёл на российскую службу. По свидетельству графа Паскевича, командуя в крепости Аббас-Абад Нахичеванским батальоном сарбазов, Эхсан Хан «возстал с оным против остальной части гарнизона и тем много содействовал сдаче нашим войскам означенной крепости». За это Эхсан Хану был пожалован чин полковника русской службы и он был назначен наибом Нахичеванского ханства.
Большую помощь Русской армии оказывали также местное армянское население.
В результате 2700 пленных и 23 орудия стали российскими трофеями, из трофейных орудий был произведён победный 101 пушечный выстрел. Паскевич был награждён орденом Святого Владимира 1-й степени.

## Последствия взятия крепости
С овладением крепостью русские закрепились в Нахичеванском ханстве, для начала мирных переговоров был послан Грибоедов.
В Нахичеванском ханстве было введено русское управление, военная и административная власть области была сосредоточена в руках аббас-абадского коменданта, которым был назначен генерал-майор барон Остен-Сакен.
Взятые в Аббас-Абадской крепости трофейные орудия после войны были подарены Николаем I наследному принцу Аббас-Мирзе.
Впоследствии крепость была заброшена и пришла в упадок.

## Свидетельства
Нерсес Аштаракеци о занятии крепости писал следующее:
Вечером девятнадцатого числа, - накануне 20-го числа, приходящегося на среду, устрашенный падением южной стены, рухнувшей от снарядов так называемых «осадных» тяжелых орудий, Ассан-хан со всем войском бежал из крепости. Преследуя его, наша конница перебила несколько сот человек, где только настигла их. И так, войдя в крепость, русское войско овладело ею миром, найдя в ней пшеницу, ячмень и различное военное снаряжение
 Русский генерал, военный историк В. А. Потто писал:
Паскевич с главными силами вступил в крепость утром 20-го сентября, встреченный армянским духовенством и населением. В крепости взято было 13 орудий, большие зимние запасы хлеба, которые были очень кстати для войск, нуждавшихся в провианте, и было освобождено множество русских пленных